# سفارت اوکراین در تالین
سفارت اوکراین در تالین (به لاتین: Embassy of Ukraine) یک منطقهٔ مسکونی و نمایندگی سیاسی این کشور در استونی است که در Tallinn City واقع شده‌است.